# Things Heard & Seen
Things Heard & Seen ist ein Mystery-Drama von Shari Springer Berman und Robert Pulcini, das am 29. April 2021 bei Netflix veröffentlicht wurde. Der Film basiert auf dem Roman All Things Cease to Appear von Elizabeth Brundage.

## Handlung
George und Catherine Claire sind eine Weile verheiratet und ziehen wegen Georges neuer Stelle von Manhattan in einen kleinen Ort im Hudson Valley im Bundesstaat New York. Dort beginnt ihre Beziehung jedoch zu kriseln. Catherine fühlt sich von allem abgeschnitten, während ihr Mann in der neuen Arbeit aufgeht.
Sie stellt zwei Brüder ein, um im Haus und Garten zu helfen, findet eine Freundin und kommt so langsam einigen Geheimnissen auf die Spur, die nicht nur ihre Ehe gefährden, sondern auch ihr Leben.

## Produktion
Es handelt sich bei Things Heard & Seen um eine Verfilmung des Romans All Things Cease to Appear von Elizabeth Brundage.
Regie führten Shari Springer Berman und Robert Pulcini, die auch Brundages Roman für den Film adaptierten.
Amanda Seyfried und James Norton spielen in den Hauptrollen Catherine und George Clare. Natalia Dyer übernahm die Rolle von Willis.
Die Dreharbeiten fanden ab Herbst 2019 im Hudson Valley im US-Bundesstaat New York statt, dem Handlungsort des Films. Weitere Aufnahmen entstanden in New York City.
Anfang April 2021 wurde der erste Trailer vorgestellt. Am 29. April 2021 wurde der Film bei Netflix veröffentlicht.

## Rezeption
Die Kritiken fallen schwach bis durchschnittlich aus. So hält Things Heard & Seen auf Rotten Tomatoes eine Bewertung von 39 Prozent, basierend auf 87 Kritiken und einer Durchschnittswertung von 5,1 von 10 Punkten.
Helena Sattler verleiht auf Filmstarts nur 2,5 von 5 möglichen Sternen und kritisiert, der Film sei ein modernes Gothic-Horror-Melodram, das sich nur oberflächlich mit seinen Figuren beschäftige. Oliver Armknecht vergibt auf film-rezensionen.de nur 4 von 10 Punkten und bemängelt, dass trotz der kunstvollen Bilder die Mischung nicht überzeuge. Für ein tatsächliches Charakterporträt sei der Film zu oberflächlich, für einen Horrorfilm zu langweilig.